# Беяз, Омер
Оме́р Фару́к Бея́з (тур. Ömer Faruk Beyaz; родился 29 августа 2003) — турецкий футболист, полузащитник клуба «Истанбул Башакшехир».

## Клубная карьера
Уроженец Стамбула, Беяз является воспитанником футбольной академии клуба «Фенербахче». 31 августа 2018 года подписал с клубом свой первый профессиональный контракт. 16 июня 2020 года дебютировал в основном составе «Фенербахче» в матче Кубка Турции против «Трабзонспора». 7 июля 2020 года дебютировал в турецкой Суперлиге в матче против «Генчлербирлиги».
14 апреля 2021 года было объявлено, что Беяз подписал контракт с немецким клубом «Штутгарт». Он присоединился к команде летом 2021 года в качестве свободного агента.
Летом 2023 года перешёл в аренду в «Хатайспор».

## Карьера в сборной
Выступал за сборные Турции до 15, до 16, до 17 лет и до 21 года.